# 大家友和
大家 友和（おおか ともかず、1976年3月18日 - ）は、京都府京都市右京区出身の元プロ野球選手（投手、右投両打）、野球指導者。
メジャーリーグベースボール(以下：MLB)での登録名は「トーモ・オーカ（Tomo Ohka）」。

## 経歴

### プロ入り前
小学生から野球を始める。当時のポジションはキャッチャーであった。京都成章高等学校に入学後、ピッチャーにコンバートされる。3年生時に夏の京都府大会で準優勝し、プロのスカウトの注目を浴びた。高校時代の同級生に倉義和がいる。
1993年のドラフトで横浜ベイスターズから3位指名を受けて入団（この年に横浜から指名を受けた6名の中で唯一の高校生であった）。背番号は56。

### 横浜時代
1994年は高卒ルーキーながら一軍入りを果たす。同年4月29日のヤクルト戦で中継ぎとして登板し、わずか3球で初勝利を挙げる。
1997年オフにフロリダ教育リーグに参加してMLB挑戦を意識し始め、球団にその希望を伝える。
1998年はイースタンリーグで最優秀防御率のタイトルを獲得。オフに球団がMLB挑戦を了承したため、自由契約となった。MLB移籍に際してジム・マスターアレクシスを代理人とした。

### レッドソックス時代
1998年12月にボストン・レッドソックスとマイナー契約を結ぶ。
1999年は傘下のAA級トレントン・サンダーで開幕を迎え、8連勝を記録して6月にAAA級ポータケット・レッドソックスに昇格。フューチャーズゲームの世界選抜に選出され、先発投手を務める。7月17日にメジャー契約を結び、19日のフロリダ・マーリンズ戦でメジャーデビューを果たしたが、以降2連敗を喫し25日にマイナーに降格。8月23日にメジャーに再昇格し、25日に再降格したものの、9月4日に再昇格しリリーフとして起用される。10月1日のボルチモア・オリオールズ戦で3回を無失点に抑え、MLB初勝利を挙げる。
2000年はマイナーで開幕を迎え、6月1日のシャーロット・ナイツ戦でインターナショナルリーグ史上48年ぶり3人目となる完全試合を達成。15日には2年連続でのフューチャーズゲーム選出を果たすが、17日には金善宇との衝突で5試合の出場停止を受けた。7月21日にメジャーに昇格。28日にはマイナーに降格したが、8月6日に再昇格し3連勝を記録。その後6連敗を喫したものの、防御率3.12を記録した。
2001年は背番号を18に変更し、開幕メジャー入りを果たした。移籍してきた野茂英雄と共に先発ローテーション入りし2連勝。4月はリーグ4位の防御率2.28を記録。5月10日のシアトル・マリナーズ戦ではイチローと初対決し、最速93mph（約150km/h）を記録したが左前安打を浴びた。デビッド・コーンのDLからの復帰に伴い13日にマイナーに降格。6月7日に再昇格するが登板はなく10日に再降格し、29日に再昇格。

### エクスポズ/ナショナルズ時代

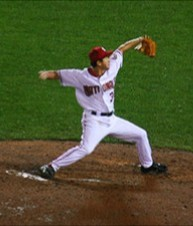
2005年4月30日

2001年7月31日にウーゲット・ウービナとのトレードでリッチ・ランドルズと共にモントリオール・エクスポズに移籍。伊良部秀輝、吉井理人とチームメイトとなる。移籍後は7連敗を喫したが、8月30日のアトランタ・ブレーブス戦で5回2/3を2失点に抑え移籍後初勝利。最後の3試合は17回2/3で防御率2.55、WHIP1.07と安定した投球を見せた。
2002年3月5日にエクスポズと再契約。4月28日のセントルイス・カージナルス戦ではマット・モリスに投げ勝ち、以降4連勝を記録。前半戦を含む8勝4敗、防御率3.19、WHIP1.27の成績で折り返す。9月7日のブレーブス戦ではアンドリュー・ジョーンズへの死球が故意死球とみなされ退場処分と6試合の出場停止を受けたが、後半戦も5勝4敗、防御率3.16、WHIP1.20と安定した投球を続け、チーム最多の13勝を記録。オフには日米野球のMLB選抜に選出された。「まっすぐにこだわった」という投球を見せたが、中村紀洋に3点本塁打を浴びるなど3回1/3を7失点とKOされた。
2003年7月9日のフィラデルフィア・フィリーズ戦では7回までノーヒットノーランの好投を続けるも、7回にプラシド・ポランコが空振りした際にバットが内野スタンドにすっぽ抜ける。観客がバットを返さなかったため、ポランコは替えたバットで打ち、三塁手のエドワーズ・グスマンのミスを誘い初安打となった。後半戦は15試合の登板で3勝3敗、防御率3.76、WHIP1.41の投球で2年連続10勝を記録し、クオリティ・スタートはリーグ4位の22を記録した。オフには1年233万7500ドルで再契約。
2004年3月23日に滋賀県草津市でNPO法人「Field of Dreams」を発足させた。レギュラーシーズンでは4月は5度の先発で全て敗戦という幸先の悪いスタートを切ったが、5月は3勝0敗で防御率も1点台と調子を取り戻し、通算でも防御率3.01、WHIP1.35と安定した投球を続けていたが、6月10日のカンザスシティ・ロイヤルズ戦でカルロス・ベルトランのピッチャーライナーを腕に受けて骨折し故障者リスト入り。9月15日のフロリダ・マーリンズ戦で復帰した。この年は得点援護率が2.87と低かったこともあり、15先発でわずか3勝に終わった。オフには1年275万ドルで再契約。
2005年はチームが本拠地移転によってワシントン・ナショナルズと名称を変更。開幕から先発で起用されたが、前年までの通算で2.31だった与四球率が5月上旬までで5.70と制球が乱れ先発を外される。6月4日のフロリダ・マーリンズ戦では降板を要求する監督のフランク・ロビンソンに背を向けたため罰金1000ドルを科せられる。

### ブルワーズ時代

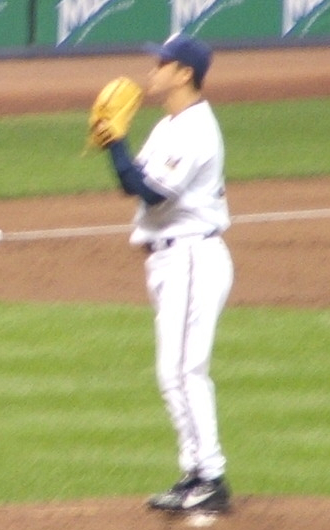
2006年8月10日

2005年6月10日にトレードによりミルウォーキー・ブルワーズに移籍。6月14日のタンパベイ・デビルレイズ戦で移籍後初先発し、自身初の完封勝利を挙げる。前半戦を5勝4敗、防御率3.62、WHIP1.32で折り返し、9月5日のシンシナティ・レッズ戦で10勝に到達。与四球率も移籍後は1.99と復調した。
2006年2月の前半二週間、毎日放送のラジオ番組『月極ラジオ』で、メインパーソナリティを担当。15日にNPB/MLB合わせてこの年の日本人投手最高年俸となる1年453万ドルでブルワーズと再契約。4月15日のニューヨーク・メッツ戦では7回5安打2失点に抑え、打撃でも4回にバスター打法で勝ち越し2点適時打を放ち勝利投手となる。25日のブレーブス戦で長谷川滋利を抜いて日本人メジャーリーガー史上2位となる通算46勝を挙げた。2勝1敗、防御率3.18、WHIP1.356と好投を続けていたが、5月1日のヒューストン・アストロズ戦で右肩の張りを訴え途中降板。病院にて回旋筋裂傷が判明し、故障者リスト入りする。7月18日のサンフランシスコ・ジャイアンツ戦で復帰。8月24日のコロラド・ロッキーズ戦では6失点を喫するも、初めて左打席に立ち自ら4打点を記録し勝利。しかし、9月15日の走塁中に左太腿を痛めシーズンを終了した。

### ブルージェイズ時代
2007年1月にトロント・ブルージェイズと1年150万ドル＋最高150万ドルの出来高で契約。4月29日に野茂英雄に次いで日本人メジャーリーガー史上2人目となるメジャー通算50勝を達成する。しかし成績不振により、6月18日に解雇された。

### カージナルス傘下時代
2007年6月19日にセントルイス・カージナルスとマイナー契約を結んだが、7月4日に解雇された。

### マリナーズ傘下時代
2007年7月13日にシアトル・マリナーズとマイナー契約を結ぶ。8月5日に放出された。

### ホワイトソックス傘下時代
2008年2月22日にシカゴ・ホワイトソックスとマイナー契約。傘下のAAA級シャーロット・ナイツでプレーし、8試合のリリーフ登板を含む28試合の登板で5勝11敗、防御率4.18、WHIP1.33の成績に終わり、メジャー昇格はなかった。

### インディアンス時代
2008年12月6日にクリーブランド・インディアンスとマイナー契約を結んだ。
2009年5月28日に2シーズンぶりにメジャーに昇格。5月30日のニューヨーク・ヤンキース戦に登板し、MLB通算1000投球回を達成した。結果としてこの2009年が大家のMLB在籍最終年となったが、この昇格により、大家は日本人選手では野茂に続き2人目のMLB在籍10年選手となり、引退後の選手年金を満額受給する資格を得た。オフに自由契約となる。

### メキシカンリーグ時代
2010年3月にリーガ・メヒカーナ・デ・ベイスボルのキンタナロー・タイガースに入団したが、わずか1週間で解雇となった。

### 横浜復帰

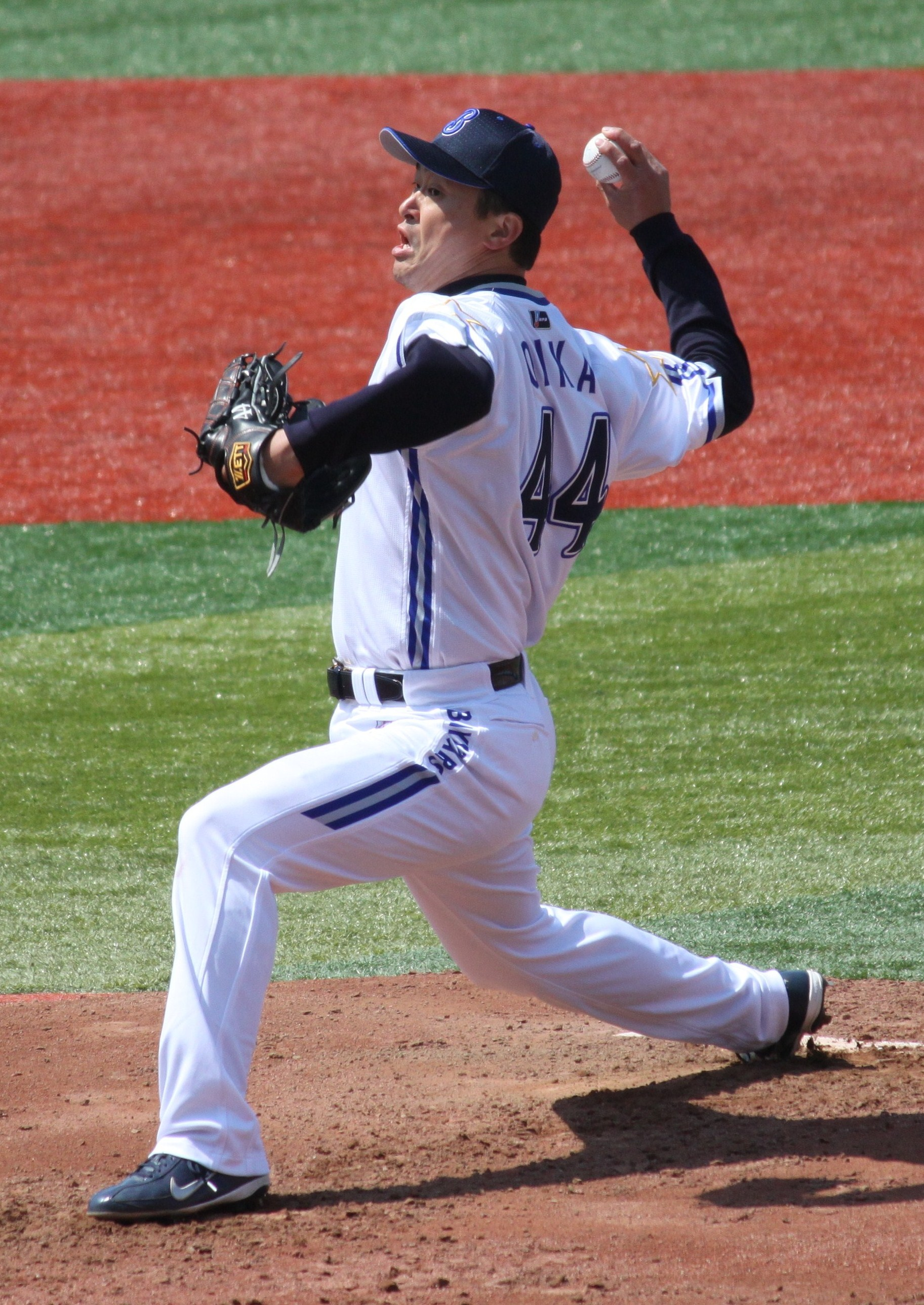
横浜時代(2011年4月19日)、横浜スタジアムにて

4月7日に古巣の横浜ベイスターズと契約に合意し、12年ぶりにNPBに復帰。背番号は44。5月2日の東京ヤクルトスワローズ戦（明治神宮野球場）に先発で復帰登板し、6回1/3を投げ1失点の好投で勝利投手となった。NPBでは前述の初勝利である1994年4月29日のヤクルト戦以来16年（5847日）ぶりの勝利であり、これは遠山奬志の10年ぶりの勝利を抜くNPB最長ブランク記録である。シーズン成績では横浜が最下位を独走する中、チーム2位の7勝を記録した。
2011年は開幕から不調が続き、7試合に先発して6敗と1勝もあげることが出来なかった。9月27日に右肩のクリーニング手術を受けた。10月9日に球団から戦力外通告を受けた。12月2日に自由契約公示された。

### 横浜退団後
2012年は所属先が見つからず、リハビリやトレーニングに費やす。
2013年1月、韓国の独立野球団高陽ワンダーズの春季キャンプに臨時インストラクターとして参加。その後4月8日、BCリーグの富山サンダーバーズに入団することで合意したことが発表された。オフにメジャーリーグのトライアウトを受験し、12月16日に古巣・ブルージェイズとマイナー契約を結んだことが発表された。
2014年は古巣ブルージェイズのスプリングトレーニングに招待選手として参加するが、3月3日にマイナーに降格し、22日に解雇された。その後は独立リーグ・アトランティックリーグのブリッジポート・ブルーフィッシュのスプリング・トレーニングに参加。4月23日にブリッジポートと契約したことが発表される。5月6日のヨーク・レボリューション戦で9回を3安打5奪三振と好投し、移籍後初完封勝利を挙げた。シーズン終了までブリッジポートに所属し、26試合の先発で7勝12敗、防御率5.15、WHIP1.67の成績を残す。
2015年3月9日にBCリーグの富山に復帰したが、8月10日に戦力外となり、退団。その後、8月21日に同じBCリーグに所属する福島ホープスへ入団した。なお福島入団時より、登録を両打ちから右打ちへ変更している。
2016年は福島で16試合に登板し7勝4敗、防御率2.82だった。オフの10月2日にMLBの公開トライアウトを受け、12月15日にボルチモア・オリオールズとマイナー契約を結び、AAA級ノーフォーク・タイズに配属された。
2017年3月28日に解雇となった。その後帰国し、現役続行に向けて調整を続けていたが、契約を結ぶ球団がなかったことから6月19日に現役引退を表明した。

### 現役引退後
2017年は自身が設立したField of Dreamsの傘下であり、従前よりゼネラルマネージャーを務める社会人野球クラブチーム・OBC高島のコーチに就任した。
同年11月より古巣である横浜DeNAベイスターズの二軍投手コーチを務め、2023年限りで退団した。
2024年11月13日、エクスポズ時代同僚だった吉井理人が監督を務める千葉ロッテマリーンズのコーチに就任した。15日に、役職はチーフ投手コーチ、背番号は89だと発表された。

## 選手としての特徴
最速94mph（約151.2km/h）、平均87.8mph（約141.1km/h）のフォーシーム、ツーシーム、平均86.1mph（約138.5km/h）のカットボール、平均79.6mph（約128.0km/h）のスプリッター、さらに平均82.5mph（約132.7km/h）のスライダー、平均72.8mph（約117.1km/h）のカーブを投げる。
2011年終わりごろに受けた手術で球威が低下。ナックルボールを投球の軸、および決め球にする投球スタイルに一変し、2013年に富山サンダーバーズに入団するなど再起を図った。
2009年終了時のMLB通算打率は.138（33安打）。2004年には盗塁も記録している。
投球間隔がとても短いことで知られる。捕手がサインを出すと同時に、投球動作に入っている。

## 人物
MLBやマイナーを転々としてきたが、MLBでの成功・失敗について「よく成功とか失敗とか言われるが、じゃあ何が成功で、何が失敗なのか。僕はアメリカに来て野球が楽しいと思えるだけで、成功だと思うんです。僕らは見せてナンボの世界にいますから、成績を残せなければ失敗と言われるのも仕方がないと思うが、やりたいことをやるのが一番だと思います。先発でもリリーフでも、マイナーでもメジャーでも、野球をやれるだけで僕は十分、幸せなんです」と語っている。
エクスポズ投手時代に設立した草津シニア（「Field of Dreams」の中学生向けベースボールチーム）からは、NPBの選手として京山将弥を輩出している。
京山が近江高校を経てDeNAへ入団した2017年の秋季キャンプからは、大家もDeNAの二軍投手コーチに就任。就任後は、一軍の経験がなかった京山にカットボールの投げ方を教えることによって翌2018年の飛躍につなげている。
メジャー在籍中の2003年、「野球以外でも自分を高めたい」と立命館大学へ入学。シーズンオフにはトレーニングを行いつつ大学へ通った。

## 詳細情報

### 年度別投手成績
| 年 度     | 球 団     | 登 板 | 先 発 | 完 投 | 完 封 | 無 四 球 | 勝 利 | 敗 戦 | セ 丨 ブ | ホ 丨 ル ド | 勝 率 | 打 者 | 投 球 回 | 被 安 打 | 被 本 塁 打 | 与 四 球 | 敬 遠 | 与 死 球 | 奪 三 振 | 暴 投 | ボ 丨 ク | 失 点 | 自 責 点 | 防 御 率 | W H I P |
| --------- | --------- | ----- | ----- | ----- | ----- | -------- | ----- | ----- | -------- | ----------- | ----- | ----- | -------- | -------- | ----------- | -------- | ----- | -------- | -------- | ----- | -------- | ----- | -------- | -------- | ------- |
| 1994      | 横浜      | 15    | 2     | 0     | 0     | 0        | 1     | 1     | 0        | --          | .500  | 126   | 28.0     | 29       | 1           | 18       | 1     | 0        | 18       | 0     | 0        | 13    | 13       | 4.18     | 1.68    |
| 1995      | 横浜      | 3     | 1     | 0     | 0     | 0        | 0     | 0     | 0        | --          | ----  | 44    | 9.1      | 3        | 0           | 13       | 0     | 0        | 6        | 0     | 0        | 2     | 2        | 1.93     | 1.71    |
| 1996      | 横浜      | 14    | 1     | 0     | 0     | 0        | 0     | 1     | 0        | --          | .000  | 95    | 18.0     | 27       | 3           | 14       | 0     | 1        | 11       | 3     | 0        | 19    | 19       | 9.50     | 2.28    |
| 1998      | 横浜      | 2     | 0     | 0     | 0     | 0        | 0     | 0     | 0        | --          | ----  | 10    | 2.0      | 2        | 0           | 2        | 0     | 0        | 1        | 0     | 0        | 2     | 2        | 9.00     | 2.00    |
| 1999      | BOS       | 8     | 2     | 0     | 0     | 0        | 1     | 2     | 0        | 0           | .333  | 65    | 13.0     | 21       | 2           | 6        | 0     | 0        | 8        | 0     | 0        | 12    | 9        | 6.23     | 2.08    |
| 2000      | BOS       | 13    | 12    | 0     | 0     | 0        | 3     | 6     | 0        | 0           | .333  | 297   | 69.1     | 70       | 7           | 26       | 0     | 2        | 40       | 3     | 0        | 25    | 24       | 3.12     | 1.38    |
| 2001      | BOS       | 12    | 11    | 0     | 0     | 0        | 2     | 5     | 0        | 0           | .286  | 241   | 52.1     | 69       | 7           | 19       | 0     | 2        | 37       | 1     | 1        | 40    | 36       | 6.19     | 1.68    |
| 2001      | MON WSH   | 10    | 10    | 0     | 0     | 0        | 1     | 4     | 0        | 0           | .200  | 228   | 54.2     | 65       | 8           | 10       | 0     | 1        | 31       | 1     | 0        | 30    | 29       | 4.77     | 1.37    |
| '01計     | MON WSH   | 22    | 21    | 0     | 0     | 0        | 3     | 9     | 0        | 0           | .250  | 469   | 107.0    | 134      | 15          | 29       | 0     | 3        | 68       | 2     | 1        | 70    | 65       | 5.47     | 1.52    |
| 2002      | MON WSH   | 32    | 31    | 2     | 0     | 1        | 13    | 8     | 0        | 0           | .619  | 806   | 192.2    | 194      | 19          | 45       | 7     | 7        | 118      | 2     | 1        | 83    | 68       | 3.18     | 1.24    |
| 2003      | MON WSH   | 34    | 34    | 2     | 0     | 1        | 10    | 12    | 0        | 0           | .455  | 864   | 199.0    | 233      | 24          | 45       | 11    | 9        | 118      | 8     | 0        | 106   | 92       | 4.16     | 1.40    |
| 2004      | MON WSH   | 15    | 15    | 0     | 0     | 0        | 3     | 7     | 0        | 0           | .300  | 367   | 84.2     | 98       | 11          | 20       | 1     | 1        | 38       | 3     | 0        | 40    | 32       | 3.40     | 1.39    |
| 2005      | MON WSH   | 10    | 9     | 0     | 0     | 0        | 4     | 3     | 0        | 0           | .571  | 231   | 54.0     | 44       | 6           | 27       | 1     | 1        | 17       | 3     | 0        | 23    | 20       | 3.33     | 1.31    |
| 2005      | MIL       | 22    | 20    | 1     | 1     | 0        | 7     | 6     | 0        | 1           | .538  | 543   | 126.1    | 145      | 16          | 28       | 4     | 2        | 81       | 5     | 0        | 65    | 61       | 4.35     | 1.37    |
| '05計     | MIL       | 32    | 29    | 1     | 1     | 0        | 11    | 9     | 0        | 1           | .550  | 774   | 180.1    | 189      | 22          | 55       | 5     | 3        | 98       | 8     | 0        | 88    | 81       | 4.04     | 1.35    |
| 2006      | MIL       | 18    | 18    | 0     | 0     | 0        | 4     | 5     | 0        | 0           | .444  | 421   | 97.0     | 98       | 12          | 35       | 1     | 5        | 50       | 4     | 0        | 58    | 52       | 4.82     | 1.37    |
| 2007      | TOR       | 10    | 10    | 0     | 0     | 0        | 2     | 5     | 0        | 0           | .286  | 251   | 56.0     | 68       | 10          | 22       | 1     | 0        | 21       | 2     | 0        | 39    | 36       | 5.79     | 1.61    |
| 2009      | CLE       | 18    | 6     | 0     | 0     | 0        | 1     | 5     | 0        | 0           | .167  | 306   | 71.0     | 77       | 18          | 19       | 1     | 4        | 31       | 0     | 3        | 47    | 47       | 5.96     | 1.35    |
| 2010      | 横浜      | 22    | 22    | 1     | 0     | 0        | 7     | 9     | 0        | 0           | .438  | 525   | 121.2    | 145      | 16          | 22       | 1     | 3        | 62       | 2     | 0        | 72    | 62       | 4.59     | 1.37    |
| 2011      | 横浜      | 7     | 7     | 0     | 0     | 0        | 0     | 6     | 0        | 0           | .000  | 145   | 32.2     | 41       | 6           | 10       | 2     | 0        | 14       | 1     | 0        | 26    | 25       | 6.89     | 1.56    |
| NPB：6年  | NPB：6年  | 63    | 33    | 1     | 0     | 0        | 8     | 17    | 0        | 0           | .320  | 945   | 211.2    | 247      | 26          | 79       | 4     | 4        | 112      | 6     | 0        | 134   | 123      | 5.23     | 1.54    |
| MLB：10年 | MLB：10年 | 202   | 178   | 5     | 1     | 2        | 51    | 68    | 0        | 1           | .429  | 4620  | 1070.0   | 1182     | 140         | 302      | 27    | 34       | 590      | 35    | 2        | 568   | 506      | 4.26     | 1.39    |

- MON（モントリオール・エクスポズ）は、2005年にWSH（ワシントン・ナショナルズ）に球団名を変更

### 年度別守備成績
| 年 度 | 球 団   | 投手（P） | 投手（P） | 投手（P） | 投手（P） | 投手（P） | 投手（P） |
| 年 度 | 球 団   | 試 合     | 刺 殺     | 補 殺     | 失 策     | 併 殺     | 守 備 率  |
| ----- | ------- | --------- | --------- | --------- | --------- | --------- | --------- |
| 1994  | 横浜    | 15        | 0         | 2         | 0         | 0         | 1.000     |
| 1995  | 横浜    | 3         | 1         | 1         | 0         | 0         | 1.000     |
| 1996  | 横浜    | 14        | 1         | 4         | 2         | 0         | .714      |
| 1997  | 横浜    | 2         | 0         | 0         | 0         | 0         | ----      |
| 1999  | BOS     | 8         | 0         | 3         | 0         | 0         | 1.000     |
| 2000  | BOS     | 13        | 8         | 7         | 1         | 1         | .938      |
| 2001  | BOS     | 12        | 8         | 3         | 1         | 2         | .917      |
| 2001  | MON WSH | 10        | 4         | 8         | 0         | 0         | 1.000     |
| '01計 | MON WSH | 22        | 12        | 11        | 1         | 2         | .958      |
| 2002  | MON WSH | 32        | 24        | 30        | 0         | 2         | 1.000     |
| 2003  | MON WSH | 34        | 10        | 35        | 4         | 2         | .918      |
| 2004  | MON WSH | 15        | 4         | 11        | 1         | 3         | .938      |
| 2005  | MON WSH | 10        | 1         | 9         | 1         | 0         | .909      |
| 2005  | MIL     | 22        | 7         | 18        | 0         | 2         | 1.000     |
| '05計 | MIL     | 32        | 8         | 27        | 1         | 2         | .972      |
| 2006  | MIL     | 18        | 8         | 12        | 5         | 1         | .800      |
| 2007  | TOR     | 10        | 4         | 3         | 2         | 0         | .778      |
| 2009  | CLE     | 18        | 7         | 9         | 0         | 1         | 1.000     |
| 2010  | 横浜    | 22        | 6         | 14        | 1         | 1         | .952      |
| 2011  | 横浜    | 7         | 2         | 1         | 0         | 0         | 1.000     |
| NPB   | NPB     | 63        | 10        | 22        | 3         | 1         | .914      |
| MLB   | MLB     | 202       | 85        | 148       | 15        | 14        | .940      |

- 各年度の太字はリーグ最高

### 記録

#### NPB
初記録
投手記録
- 初登板：1994年4月27日、対中日ドラゴンズ4回戦（横浜スタジアム）、2回表2死に救援登板、2回2/3を無失点
- 初奪三振：同上、2回表に種田仁から
- 初勝利：1994年4月29日、対ヤクルトスワローズ4回戦（横浜スタジアム）、8回表に救援登板、1/3回無失点
- 初先発登板：1994年7月28日、対中日ドラゴンズ19回戦（ナゴヤ球場）、4回2/3を2失点
- 初先発勝利：2010年5月2日、対東京ヤクルトスワローズ9回戦（明治神宮野球場）、6回1/3を1失点
- 初完投勝利：2010年7月31日、対東京ヤクルトスワローズ12回戦（郡山開成山野球場）

打撃記録
- 初安打：2010年6月25日、対読売ジャイアンツ8回戦（東京ドーム）、3回表にディッキー・ゴンザレスから中前安打
- 初打点：2010年7月31日、対東京ヤクルトスワローズ12回戦（郡山開成山野球場）、6回表に中澤雅人から左前適時打

### 独立リーグでの投手成績
| 年 度     | 球 団     | 登 板 | 勝 利 | 敗 戦 | セ 丨 ブ | 完 投 | 勝 率 | 投 球 回 | 打 者 | 被 安 打 | 被 本 塁 打 | 奪 三 振 | 与 四 球 | 与 死 球 | 失 点 | 自 責 点 | 暴 投 | ボ 丨 ク | 失 策 | 防 御 率 | W H I P |
| --------- | --------- | ----- | ----- | ----- | -------- | ----- | ----- | -------- | ----- | -------- | ----------- | -------- | -------- | -------- | ----- | -------- | ----- | -------- | ----- | -------- | ------- |
| 2013      | 富山      | 21    | 7     | 7     | 0        | 2     | .500  | 111.0    | 478   | 108      | 6           | 25       | 59       | 5        | 48    | 46       | 5     | 1        | 0     | 3.73     | 1.50    |
| 2015      | 富山      | 12    | 3     | 5     | 0        | 1     | .375  | 46.0     | 233   | 71       | 2           | 18       | 27       | 1        | 44    | 42       | 2     | 0        | 0     | 8.22     | 2.13    |
| 2015      | 福島      | 3     | 1     | 0     | 0        | 0     | 1.000 | 7.0      | 27    | 3        | 0           | 5        | 2        | 1        | 0     | 0        | 0     | 1        | 0     | 0.00     | 0.71    |
| '15計     | 福島      | 15    | 4     | 5     | 0        | 1     | .444  | 53.0     | 260   | 74       | 2           | 23       | 29       | 2        | 44    | 42       | 2     | 1        | 0     | 7.13     | 1.94    |
| 2016      | 福島      | 16    | 7     | 4     | 0        | 1     | .636  | 79.2     | 331   | 73       | 4           | 28       | 26       | 7        | 38    | 25       | 2     | 0        | 1     | 2.82     | 1.25    |
| 通算：3年 | 通算：3年 | 52    | 18    | 16    | 0        | 4     | .529  | 243.2    | 1069  | 255      | 12          | 76       | 114      | 14       | 130   | 113      | 9     | 2        | 1     | 4.18     | 1.52    |

- 各年度の太字はリーグ最高

### 背番号
- 56（1994年 - 1998年）
- 53（1999年 - 2000年）
- 18（2001年 - 同年途中、2007年）
- 24（2001年途中 - 2003年）
- 34（2004年 - 2005年途中、2013年、2015年 - 同年途中）
- 55（2005年途中 - 2006年）
- 16（2009年）
- 44（2010年途中 - 2011年、2015年途中 - 2016年）
- 78（2018年 - 2023年）
- 89（2025年 - ）

## 関連情報

### 著書
- 『プロ野球のお金と契約』（ポプラ新書、2017年10月、ISBN 4591156141）

### 関連書籍
- 『野球すんやでぇ：大リーガー大家友和の挑戦』（山森恵子著、KKベストセラーズ、2002年10月、ISBN 4584187045）
- 『海を渡る：サムライたちの球跡』（長谷川晶一著、扶桑社、2024年9月、ISBN 9784594098056）